# Theo Pointner
Theo Pointner (* 28. Mai 1964 in Bochum) ist ein deutscher Kriminalromanautor.

## Leben
Theo Pointner studierte Betriebswirtschaft. Er lebt in Essen. Neben dem Krimischreiben arbeitet Pointner als Medizincontroller in einem Duisburger Klinikum.

## Werke
Theo Pointner veröffentlichte bisher zehn Kriminalromane, mit Ausnahme des ersten spielen sie in Pointners Heimatstadt Bochum. Serienhelden sind in diesen Romanen die Bochumer Kriminalkommissarin Katharina Thalbach und ihre Kollegen aus dem Kriminalkommissariat 11, die pro Roman zumeist mehrere zusammenhängende Morde aufklären. Neben der Schilderung der Mordaufklärung bekommt auch das Privatleben der Kommissarin und ihrer Kollegen erzählerischen Raum in den Romanen.
- 1992: Tore, Punkte, Doppelmord, Grafit Verlag, Dortmund, ISBN 978-3-89425-031-7
- 1994: Scheinheilige Samariter, Grafit Verlag, Dortmund, ISBN 978-3-89425-043-0
- 1997: Einer nach dem Andern, Grafit Verlag, Dortmund, ISBN 978-3-89425-204-5
- 1998: Rechts-Außen, Grafit Verlag, Dortmund, ISBN 978-3-89425-214-4
- 1999: ... und du bist weg!, Grafit Verlag, Dortmund, ISBN 978-3-89425-231-1
- 2001: Ein Tropfen Blut, Grafit Verlag, Dortmund, ISBN 978-3-89425-246-5
- 2002: Rosenmunds Tod, Grafit Verlag, Dortmund, ISBN 978-3-89425-268-7
- 2005: Der Dominoeffekt, Grafit Verlag, Dortmund, ISBN 978-3-89425-310-3
- 2007: Highscore, Grafit Verlag, Dortmund, ISBN 978-3-89425-334-9
- 2011: Abgesang, Grafit Verlag, Dortmund, ISBN 978-3-89425-390-5